# Johanniskirche (Wolfsanger)

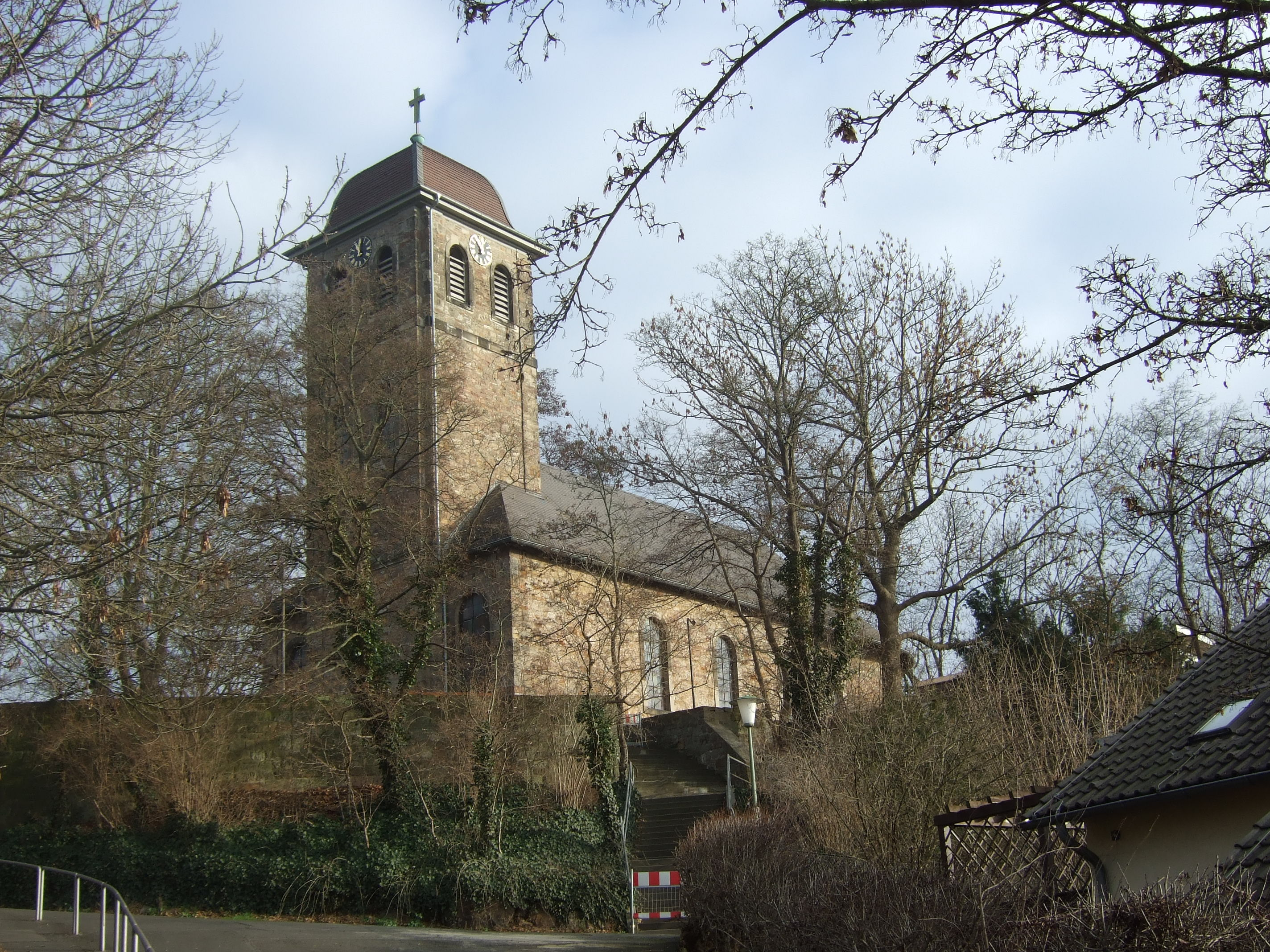
Johanniskirche in Wolfsanger

Die Johanniskirche in Wolfsanger, benannt nach Johannes dem Täufer, ist eine evangelische Gemeindekirche in Wolfsanger, einem heutigen Stadtteil von Kassel in Nordhessen. Sie steht zwischen den Straßen „Opferberg“ und „Wolfsanger Straße“ (Wolfsanger Straße 126a).

## Geschichte

### Vorgängerkirchen
Bereits ab 811 befanden sich an dieser Stelle nacheinander mehrere Kirchen, angefangen mit einer fränkischen Taufkirche, die an einer vorchristlichen Opferstätte auf dem Opferberg errichtet wurde. Im Jahre 1019 schenkte Kaiser Heinrich II. eine an gleicher Stelle stehende Johanniskirche dem Kloster Kaufungen. Diese Kirche brannte 1385 aus und blieb danach als Ruine stehen. Ein kleinerer Kirchenbau wurde errichtet, dessen hölzerner Glockenturm bei einem Orkan zerstört wurde, so dass die Glocken zu Bruch gingen. Diese Kirche wurde wieder aufgebaut, verfiel aber in den folgenden Jahrhunderten so sehr, dass ihre Benutzung ganz eingestellt werden musste und der Bau im Jahre 1675 wegen Einsturzgefahr abgebrochen wurde.

### Die heutige Kirche
Danach dauerte es noch 50 Jahre, bis dort wieder eine Kirche erbaut wurde. Im Jahr 1725 wurde in einer Bauzeit von nur sechs Monaten die neue Johanniskirche von Giovanni Ghezzi, dem späteren hessen-kasselischen Landbaumeister, errichtet; Landgraf Karl finanzierte den Bau. Die Kirche wurde am 20. Oktober 1725 mit einem Festgottesdienst eingeweiht. Das Baujahr 1725 wird als römische Zahl (MDCCXXV) in einer lateinischen Inschrift auf einem über der Eingangstür eingemauerten Sandstein angezeigt. Es handelte sich um eine Saalkirche mit 25 m hohem Turm, Mauerwerk aus Bruchsteinquadern und Ecksteinen aus Sandstein.
Auch diese Kirche wurde zerstört: Beim ersten Luftangriff auf Kassel am 3. Oktober 1943 wurde sie schwer getroffen und brannte bis auf die Außenmauern nieder. Die Gemeinde hing jedoch so sehr an ihrer Kirche, dass diese 1953/54 weitgehend originalgetreu wiederaufgebaut wurde, allerdings mit stark vereinfachtem Turmhelm.